# Église Notre-Dame-de-l'Assomption de Varennes-en-Croix
L'église Notre-Dame-de-l'Assomption de Varennes-en-Croix est située dans le centre du village de Varennes-en-Croix, dans le département de la Somme, non loin d'Albert.

## Historique
L'église de Varennes a été reconstruite en 1771. Pendant la Révolution, les biens de l’Abbaye de Clairfay furent déclarés biens nationaux et deux sculptures de cette abbaye furent transférées dans l'église paroissiale de Varennes-en-Croix.

## Caractéristiques
L'édifice est construit en craie et recouvert d'ardoise des matériaux provenant du château d’Hyerville. Il se compose d'une nef unique et d'un chœur terminé en abside arrondie. Un clocher avec un toit en pointe recouvert d'ardoises surmonte l'entrée. Le bâtiment est en partie construit au-dessus d'une muche.
Un certain nombre d'objets conservés à l'intérieur de l'église sont protégés en tant que monuments historiques :
- L'élément le plus remarquable conservé dans l'église est un groupe sculpté en bois polychrome représentant, grandeur nature, le Christ faisant son entrée triomphale à Jérusalem sur une ânesse suivie de son ânon. La date de 1662 est inscrite sur la sculpture qui a été réalisée à partir de trois blocs de chêne, elle pèse environ 400 kilos[3]. Appelé familièrement : « Ch’ bon Diu à beudets », cette sculpture était autrefois, mise sur des roulettes et promenée en procession dans le village, le jour des Rameaux. Ce groupe sculpté est classé Monument historique au titre d'objet, depuis le 3 septembre 1979[4].

- Le maître-autel de la fin du XVIIIe siècle, en bois bruni avec gloire du XIXe siècle, dorure représentant l'Agneau mystique et chandeliers, est protégé en tant que monument historique[5],[6].

- L'église de Varennes conserve également plusieurs sculptures :
  - une statue de la Vierge à l'Enfant dite « Notre-Dame du Hêtre » en bois polychrome du XVIe siècle, provenant de l'abbaye de Clairfay, classée monument historique au titre d'objet, le 30 novembre 1908[7].
  - Une statue de la Vierge à l'Enfant en bois polychrome du XVIIe siècle.
  - Une statue de la Vierge à l'Enfant « Refuge des pêcheurs ».
  - Deux statues de saint Blaise[8],[9].

- Les fonts baptismaux du XVIIIe siècle, en pierre tendre se compose d'une cuve à godrons portée par un pilastre simple[10].

- La chaire à prêcher, en bois doré, date du XVIIIe siècle[11].

- Le confessionnal du troisième quart du XVIIIe siècle[12].

- fauteuil, sièges d'enfants de chœur, lambris de revêtement et crédence du chœur, lustre de la nef[13].

En 1803, la cloche de 1717 fut refondue, on peut lire sur celle-ci l’inscription suivante :
« Fondue en 1803, Pierre-François-Nicolas Lenglet étant maire, Charles-Eugène Bouchez adjoint, et Jean-Charles Demay, secrétaire et instituteur, j’ai été bénite par Jean-Pierre Etienne curé du lieu et nommée Marie Anne Charlotte – Parrain et marraine : Pierre-Charles Choquet, propriétaire audit lieu, et dame Marie Anne Delaporte. Jean-Baptiste Cavillier, fondeur à Aumale. »

## Galerie

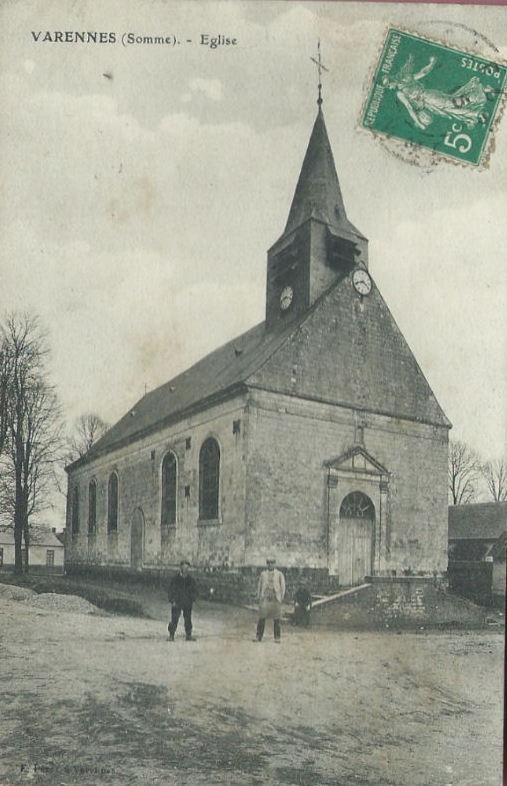
Carte postale de l'église vers 1910.
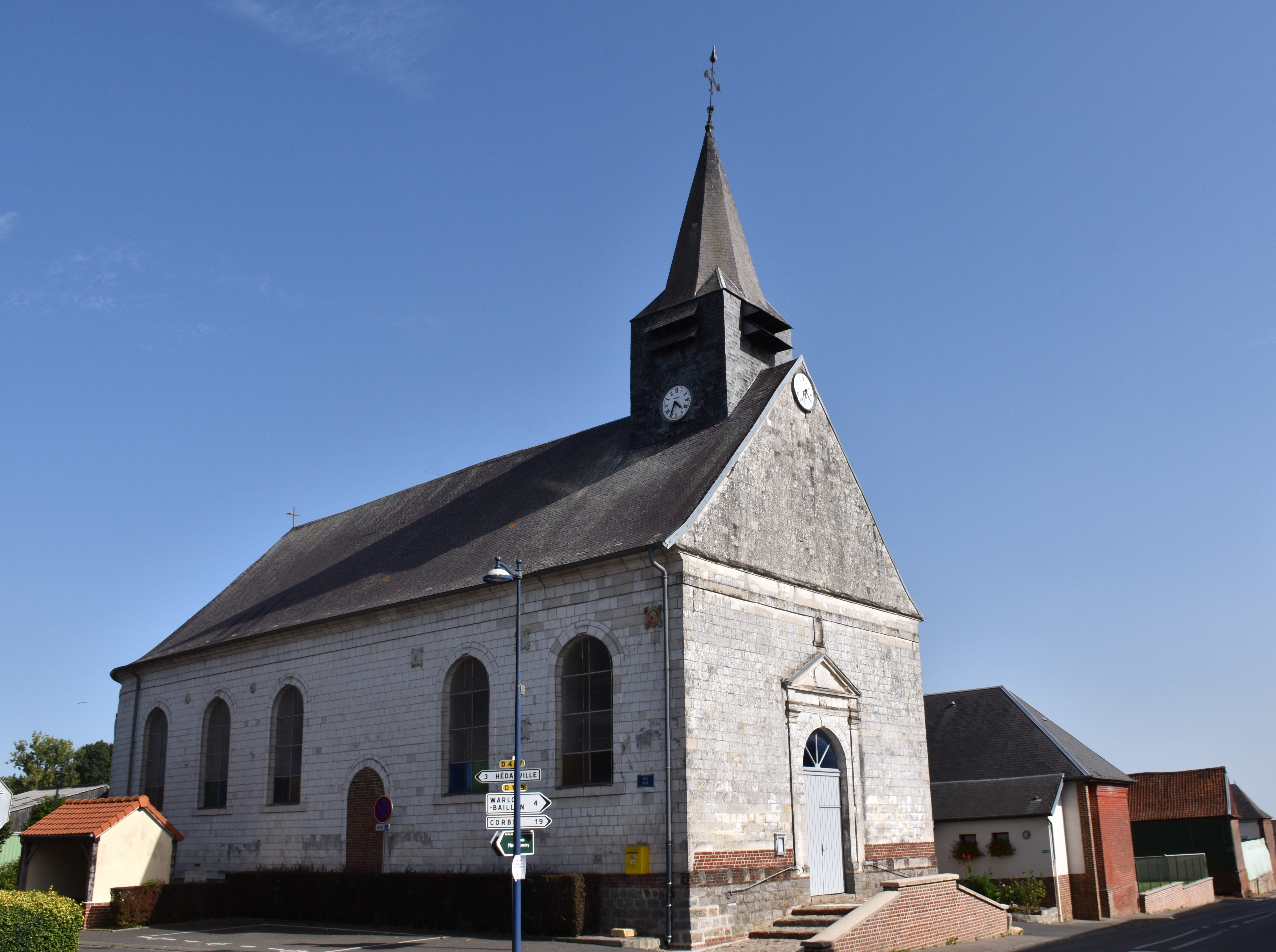
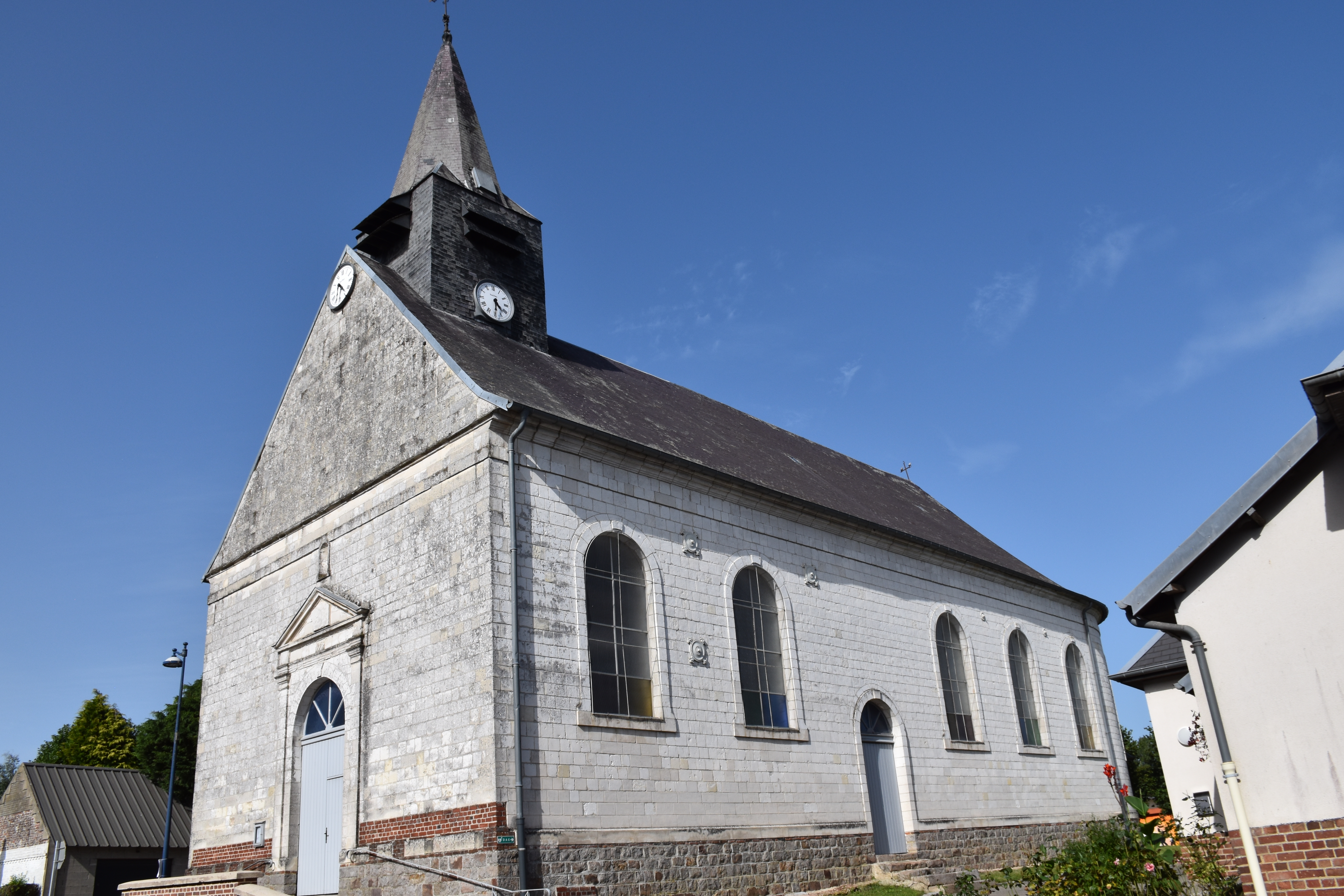
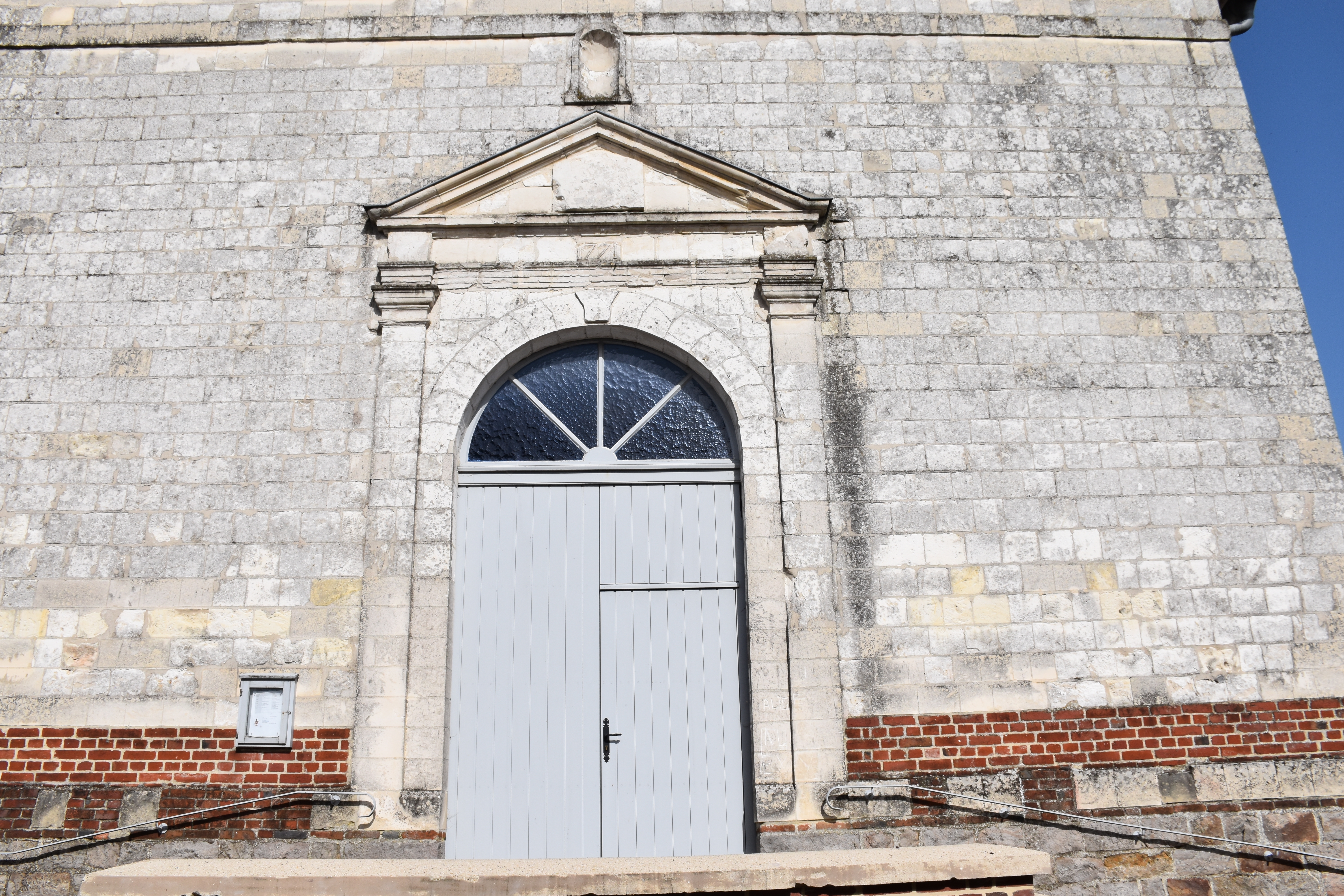
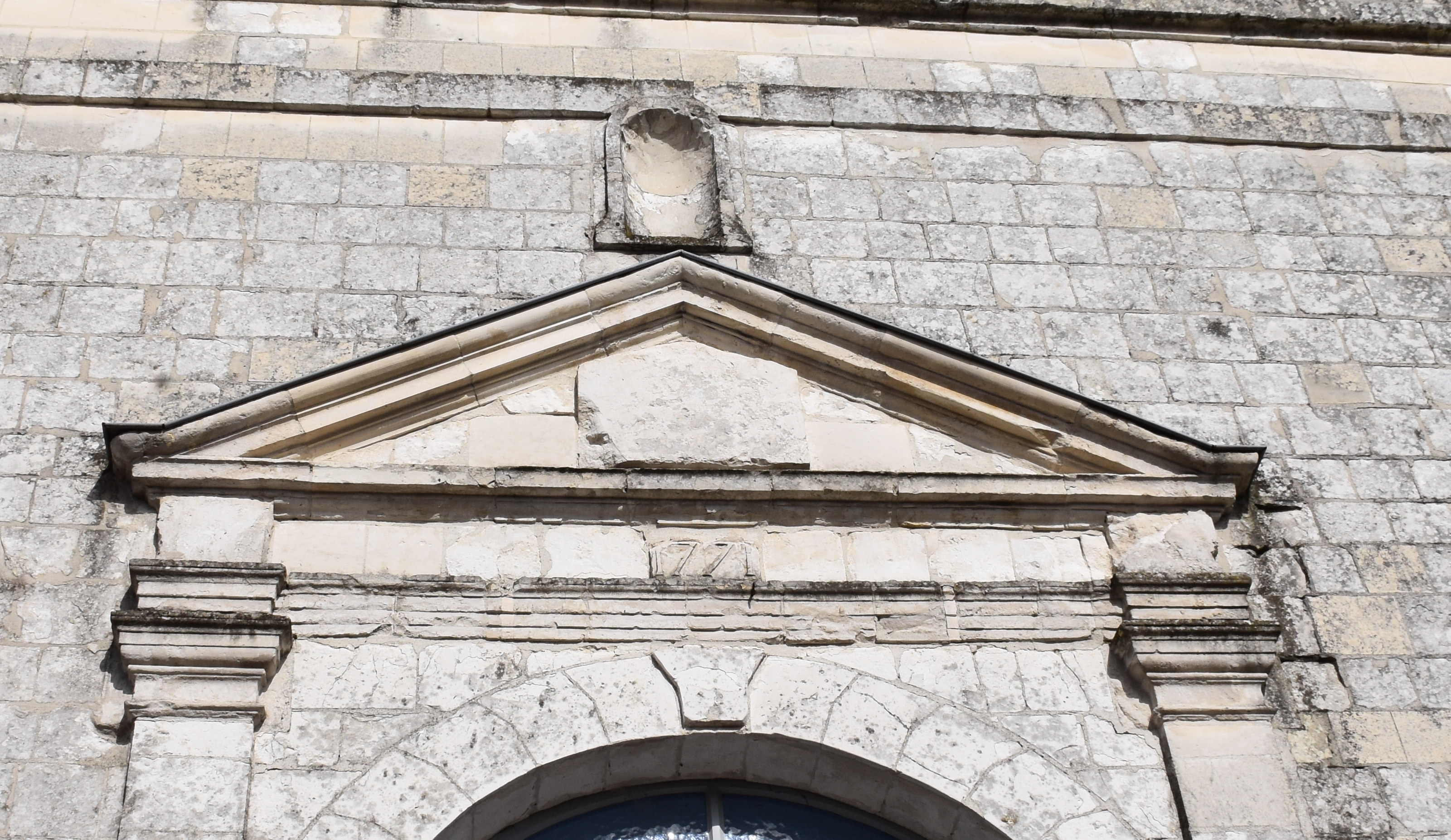
Fronton portant la dat de construction de l'église:1771.